# Noël Delberghe
Noël Jean Delberghe (Tourcoing, 25 dicembre 1897 – Parigi, 15 settembre 1965) è stato un pallanuotista francese, vincitore di una medaglia d'oro all'olimpiade di Parigi 1924.